# Elmershagen
Elmershagen war ein Wohnplatz im Gebiet der preußischen Provinz Pommern. Er wurde 1838 angelegt, aber um 1900 aufgegeben und liegt seitdem wüst.
Der Wohnplatz wurde 1838 durch die Gutsherrin des Gutes Schwerin, Henriette von Pfuel, als neues Vorwerk angelegt. Henriette von Pfuel, eine geborene von Wedel, war die wohlhabende Witwe des 1826 verstorbenen preußischen Generals Karl Ludwig von Pfuel. Sie hatte das abgewirtschaftete Gut Schwerin 1827 von ihrem jüngeren Bruder übernommen. Henriette von Pfuel entwickelte das Gut Schwerin zu einem leistungsstarken Betrieb. In die Reihe ihrer Maßnahmen gehörte die Anlage dieses Vorwerks.
Henriette von Pfuel ließ das Vorwerk im Nordosten des Gutsbezirkes Schwerin nahe der von Daber nach Labes führenden Landstraße anlegen. Es lag etwa 500 Meter nordöstlich des älteren Vorwerks Kreutz, etwa 3 Kilometer nordöstlich des Hauptgutes Schwerin. Dem Vorwerk wurden 81 Morgen Land zugelegt, nämlich 74 Morgen Heideland, die erst urbar zu machen waren, und 7 Morgen Wiese.
Dem neuen Vorwerk gab Henriette von Pfuel den Namen Elmershagen. Der Ortsname stammte von dem früheren Dorf Elmershagen, das 1690 abgebrannt war und an dessen Stelle später das Vorwerk Kreutz angelegt wurde. Ein Antrag von Henriette von Pfuel, dem Vorwerk Kreutz den Ortsnamen Elmershagen zurückzugeben, wurde zwar 1839 abgelehnt. Dafür erhielt das neue Vorwerk den Namen Elmershagen.
In Elmershagen wurden im Jahre 1874 in zwei Wohnhäusern 10 Einwohner gezählt, im Jahre 1885 16 Einwohner. Elmershagen erwies sich jedoch letztlich als zu klein und wurde um 1900 aufgegeben, die Wohnhäuser abgerissen. Dennoch wurde Elmershagen noch bis 1945 formell als ein Wohnplatz der Gemeinde Schwerin im Kreis Regenwalde geführt.
Die Wüstung liegt heute im Gebiet der Gmina Węgorzyno (Stadt- und Landgemeinde Wangerin) in der Woiwodschaft Westpommern in Polen, unmittelbar an der Woiwodschaftsstraße 146.